# Slaget vid Czarne
Slaget vid Czarne, även känt som slaget vid Hammerstein eller Hamersztyn, ägde rum under det Andra polska kriget (1600-1629), mellan den 12 och 17 april 1627 vid staden Czarne (Hammerstein) i provinsen kungliga Preussen i Polen. De polska trupperna leddes av kronhetman Stanisław Koniecpolski medan de svenska trupperna leddes av Johan Streiff von Lauenstein, Maximilian Teuffel och Johann Friedrich von Kötteritz. 
Striden slutade med en svensk kapitulation. Den främsta orsaken var på grund av de tyska legosoldaternas låga moral, vilka var i svensk tjänst. Dessa trupper startade ett myteri och, i hemlighet, förhandlade med den polska ledningen och var beredda på att byta sida och gå med i den polska armén. Då svenskarna inte kunde lita på sina legosoldater tvingades dessa att kapitulera.